# Guylaine Guay
Pour les articles homonymes, voir Guay.
Guylaine Guay, née le 14 juillet 1969, sortie de l'École nationale de l'humour en 1995, est une chroniqueuse, comédienne et animatrice québécoise.

## Carrière

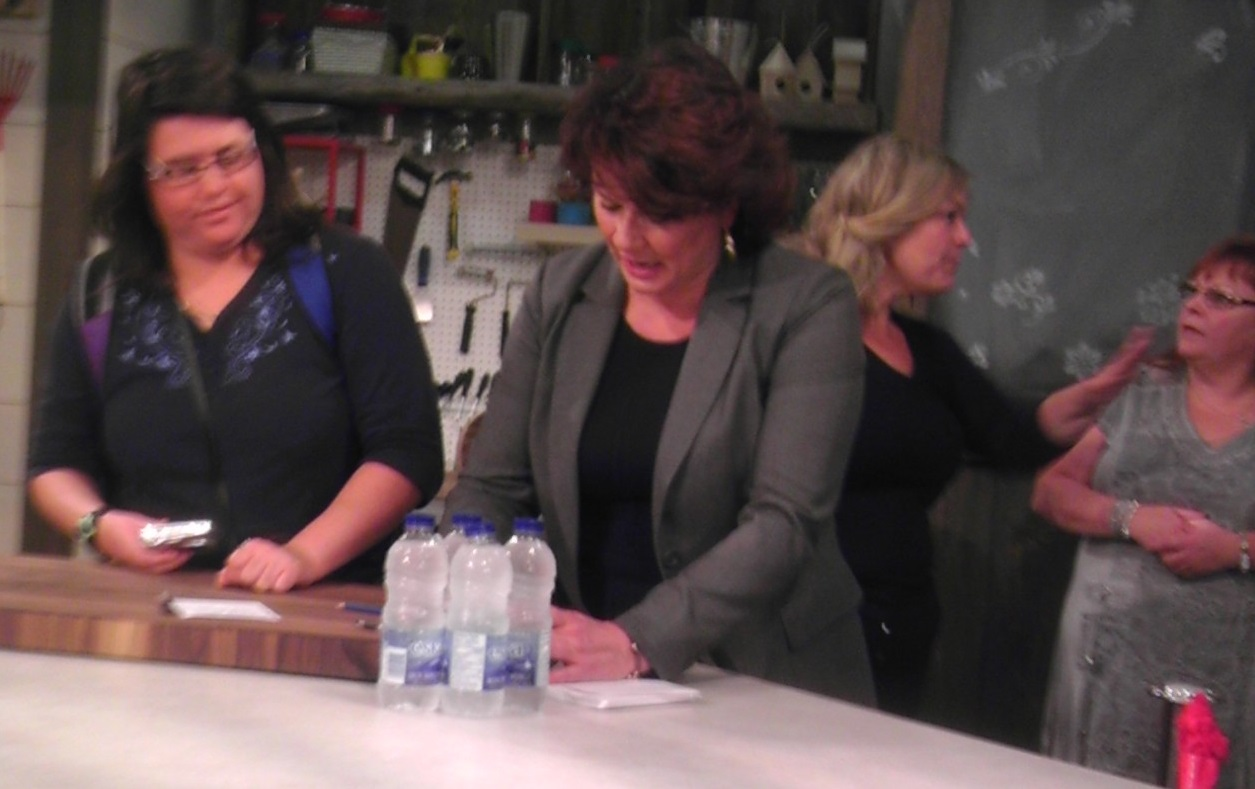
Marina Orsini et Guylaine Guay dans le studio 43 (le studio d'émission Marina Orsini du Maison de Radio-Canada.

Elle a joué dans plusieurs télé-séries (Saison 1 de L'Gros Show, Caméra Café, Un gars, une fille, Le cœur a ses raisons, Les Bougon, c'est aussi ça la vie!) et Camping Sauvage
Elle a entre autres participé aux saisons 2005 à 2010 de l'émission La fosse aux lionnes de la Société Radio-Canada. À l'automne 2010, elle devait collaborer à la nouvelle émission Les Lionnes SRC.
Durant l'été 2009 et 2010, elle anime l'émission Les matins de Montréal sur les ondes de Rythme FM 105,7. À l'automne 2010, elle participe, les jeudis, à l'émission les Midis de Véro. Depuis 2018, elle co-anime Véro et les fantastiques. 
De plus, elle est sur l'émission Les docteurs à partir du 16 octobre 2010.
Depuis 2014, elle est aussi devenue auteur et a écrit plusieurs livres inspirés de sa vie au quotidien, dont son livre Deux Garçons à la mère, inspiré de son quotidien avec ses enfants autistes.

## Vie privée
Guylaine Guay est mère de deux garçons, Léo et Clovis, nés d'une première relation. Elle ne voulait pas d'enfants au départ, jusqu'à ce qu'elle tombe enceinte de Léo en prenant la pilule anticonceptionnelle. Les deux garçons ont reçu un diagnostic d'autisme en 2005 pour Clovis et en 2013 pour Léo .